# Пейкос (Нью-Мексико)
Пейкос (англ. Pecos) — селище (англ. village) в США, в окрузі Сан-Мігель штату Нью-Мексико. Населення — 1392 особи (2010).

## Географія
Пейкос розташований за координатами 35°34′32″ пн. ш. 105°40′43″ зх. д. / 35.57556° пн. ш. 105.67861° зх. д. (35.575460, -105.678665).  За даними Бюро перепису населення США в 2010 році селище мало площу 4,50 км², уся площа — суходіл.

## Демографія
Згідно з переписом 2010 року, у селищі мешкали 1392 особи в 587 домогосподарствах у складі 360 родин. Густота населення становила 310 осіб/км².  Було 719 помешкань (160/км²).
Расовий склад населення:
| - 64,8 % — білих - 2,1 % — корінних американців - 0,9 % — чорних або афроамериканців - 0,4 % — азіатів - 26,7 % — осіб інших рас |

До двох чи більше рас належало 5,1 %. Частка іспаномовних становила 79,7 % від усіх жителів.
За віковим діапазоном населення розподілялося таким чином: 23,7 % — особи молодші 18 років, 64,4 % — особи у віці 18—64 років, 11,9 % — особи у віці 65 років та старші. Медіана віку мешканця становила 41,3 року. На 100 осіб жіночої статі у селищі припадало 99,7 чоловіків;  на 100 жінок у віці від 18 років та старших — 103,1 чоловіків також старших 18 років.
Середній дохід на одне домашнє господарство  становив 33 593 долари США (медіана — 19 504), а середній дохід на одну сім'ю — 51 936 доларів (медіана — 45 375). За межею бідності перебувало 33,9 % осіб, у тому числі 49,8 % дітей у віці до 18 років та 28,2 % осіб у віці 65 років та старших.
Цивільне працевлаштоване населення становило 593 особи. Основні галузі зайнятості: публічна адміністрація — 19,7 %, освіта, охорона здоров'я та соціальна допомога — 18,7 %, мистецтво, розваги та відпочинок — 12,8 %, транспорт — 12,6 %.